# Franciszek Bożek
Franciszek Bożek, ps. „Ramzes” (ur. 24 sierpnia 1892 w Wólce Małkowej, zm. w 20 października 1951 we Wronkach) – kapitan piechoty rezerwy Wojska Polskiego i Armii Krajowej, dowódca placówki AK w Tryńczy, nauczyciel.

## Życiorys
Syn Józefa i Zofii z d. Sum. W 1907 roku ukończył 5-klasową szkołę męską w Sieniawie. W latach 1908–1913 uczył się w c. k. Seminarium Nauczycielskim Męskim w Rzeszowie. W latach 1913–1914 był zastępcą nauczyciela w 1-klasowej szkole eksponowanej w Końskiej Ulicy-Majdanie Sieniawskim.
W 1914 roku został zmobilizowany do 34 pułku piechoty Obrony Krajowej w Jarosławiu. Od stycznia do marca 1915 roku był słuchaczem szkoły oficerskiej 10 Korpusu w Bazinie na Węgrzech. 2 maja jako dowódca plutonu wyruszył na front wschodni. 1 sierpnia 1915 roku awansował do stopnia chorążego. Walczył w obronie twierdzy Przemyśl. W lipcu 1916 roku został wzięty do niewoli rosyjskiej i osadzono go w obozie jenieckim w guberni kujbyszewskiej.
W styczniu 1919 roku powrócił z niewoli i jako porucznik został przydzielony do Legii Oficerskiej w Przemyślu, a następnie do 9 pułku piechoty w Jarosławiu. W lutym 1919 roku został przeniesiony do Grupy Operacyjnej „Bug”. 15 kwietnia 1919 roku został referentem w Dowództwie Punktu Etapowego Cieszanów, a 23 maja został przeniesiony do Kałusza. W sierpniu 1919 roku brał udział w przejmowaniu Pokucia od wycofującej się armii rumuńskiej. 23 sierpnia 1919 roku został dowódcą 2 Kompanii Etapowej w Kosowie, a 15 grudnia 1919 roku dowódcą 1 Kompanii VI Baonu Etapowego w Kołomyi. Na wiosnę 1920 roku kompania została przeniesiona na Wołyń, a 15 marca 1920 roku przemianowana na 1 Kompanię Etapowa III Lwowskiego Baonu Etapowego. 15 sierpnia 1920 roku został dowódcą 3 Kompanii Etapowej III Lwowskiego Baonu Etapowego. Na wiosnę 1921 roku został dowódcą 1 Kompanii 24 Baonu Celnego na Podolu, a 13 lipca 1921 roku został dowódcą 3 Kompanii 24 Baonu Celnego na Podolu. 9 listopada 1922 roku Bataliony Celne zostały przemianowane na Straż Graniczną. W czerwcu 1923 roku został zdemobilizowany. W 1924 roku został awansowany do stopnia kapitana rezerwy.
Od marca 1924 był nauczycielem w szkole powszechnej w Brzozowicach na Śląsku. 7 października 1925 roku zawarł małżeństwo z Heleną z d. Fraszak, z którą miał córkę i syna. Następnie był nauczycielem w szkole powszechnej w Rudzie na Pomorzu. W Grudziądzu i Toruniu ukończył wyższe kursy nauczycielskie z historii, geografii i biologii. Następnie powrócił na Górny Śląsk i w latach 1932–1937 był kierownikiem 6-klasowej szkoły powszechnej w Strzemieszycach Małych, a w latach 1937–1939 w szkole powszechnej nr 2 w Sosnowcu
24 sierpnia 1939 roku został zmobilizowany do wojska i brał udział w kampanii wrześniowej. Przez miesiąc ukrywał się u rodziny w Głogowcu, a w listopadzie powrócił do szkoły w Sosnowcu. 12 kwietnia 1940 roku podczas lekcji w szkole został aresztowany przez gestapo i 14 kwietnia wywieziony do obozu koncentracyjnego w Dahau (numer obozowy 3370), a 25 maja przeniesiony do obozu koncentracyjnego w Mauthausen-Gusen. 31 lipca 1940 roku po interwencji żony, powrócił do domu z raną nogi, którą leczył kilka miesięcy. Po odmowie podpisania volkslisty, zagrożony aresztowaniem, od września 1941 roku ukrywał się w Koszelewie, a następnie został przerzucony do Sieteszy. 
Wiosną 1942 roku został przyjęty przez kpt. Teofila Banacha „Skrzydłowskiego” do AK. 3 kwietnia 1943 roku został dowódcą Placówki AK Tryńcza. W lutym 1944 roku był egzaminatorem elewów turnusu szkoły podoficerskiej Obwodu. W grudniu 1944 roku na odprawie dowódców placówek, w gajówce między Sieteszą i Chodakówką, nakazał Janowi Tothowi „Mewa” zorganizowanie oddziału zwalczającego lewicowych działaczy politycznych, członków PPR, funkcjonariuszy UB i MO oraz żołnierzy sowieckich. W lutym 1945 roku na naradzie dowództwa oddziału „Mewy” w Sieniawie, zaproponował likwidację ośmiu członków PPR. W maju 1945 roku przekazał dowództwo Placówki AK (DSZ) Tryńcza, Józefowi Rachwałowskiemu.
Wyjechał na Górny Śląsk i był kierownikiem szkoły powszechnej nr 2 w Sosnowcu. 1 września 1945 roku został kierownikiem szkoły powszechnej nr 17 w Bytomiu. W latach 1946–1948 wspólnie z Stanisławem Łakotą „Portos”, Edwardem Cieślą „Zabawa” i Tadeuszem Cieślą punkt przerzutowy emigrantów na zachód. W maju 1947 roku został członkiem SL, a także był inspektorem oświaty rolniczej. 1 września 1947 roku został nauczycielem w Szkole Przemysłowo-Górniczej w Bobrku. 9 kwietnia 1948 roku został kontrolerem Powiatowego Inspektoratu Oświaty Rolniczej w Starostwie Powiatowym w Będzinie.
8 lipca 1949 roku został aresztowany przez UB i osadzony w Zakładzie Karnym w Przemyślu. 16 marca 1950 roku przed Wojskowym Sądem Rejonowym w Rzeszowie na sesji wyjazdowej w Przemyślu rozpoczął się pokazowy proces przeciw ks. Henrykowi Uchmanowi, ks. Michałowi Wosiowi i Franciszkowi Bożkowi. 24 marca 1950 roku został skazany na karę śmierci, którą na mocy amnestii zamieniono na 15 lat więzienia. 
21 lipca 1951 roku przeniesiono go do więzienia we Wronkach. 26 lipca 1951 roku został umieszczony w szpitalu więziennym, gdzie 20 października 1951 roku zmarł. W 1990 roku postanowieniem Izby Karnej Sądu Najwyższego został uniewinniony.

## Ordery i odznaczenia
- Srebrny Medal Waleczności 1 klasy[3]